# NGC 5157
NGC 5157 est une vaste galaxie spirale barrée située dans la constellation des Chiens de chasse. Sa vitesse par rapport au fond diffus cosmologique est de 7 544 ± 17 km/s, ce qui correspond à une distance de Hubble de 111,3 ± 7,8 Mpc (∼363 millions d'al). NGC 5157 a été découverte par l'astronome germano-britannique William Herschel en 1787.
La classe de luminosité de NGC 5157 est I et elle présente une large raie HI. Selon la base de données Simbad, NGC 5157 est une galaxie LINER, c'est-à-dire une galaxie dont le noyau présente un spectre d'émission caractérisé par de larges raies d'atomes faiblement ionisés.
À ce jour, trois mesures non basées sur le décalage vers le rouge (redshift) donnent une distance de 156,333 ± 2,309 Mpc (∼510 millions d'al), ce qui est à l'extérieur des valeurs de la distance de Hubble. Notons cependant que c'est avec la valeur moyenne des mesures indépendantes, lorsqu'elles existent, que la base de données NASA/IPAC calcule le diamètre d'une galaxie et qu'en conséquence le diamètre de NGC 5157 pourrait être d'environ 52,5 kpc (∼171 000 al) si on utilisait la distance de Hubble pour le calculer.

## Supernova
La supernova SN 1995L a été découverte dans NGC 5157 le 26 mars 1995 par l'astronome français Christian Pollas de l'observatoire de la Côte d'Azur. Cette supernova était de type Ia.